# 梁建鸿
梁建鸿（英語：Neo Kian Hong），新加坡华人，新加坡共和国武装部队第七任三军总长，中将军衔，2013年3月退伍，现任教育部常任秘书（发展）。

## 生平
梁建鸿早年在新加坡维多利亚中学念书，曾参加过新加坡学生军部队，毕业后考入南洋初级学院念高中。1985年，他荣获新加坡武装部队海外奖学金，前往英国伦敦国王学院研究电机工程学和电子工程学，毕业后获得工学学士（二级荣誉）学位。他也曾在美国麻省理工学院研究技术经营学，毕业后获得理学硕士学位。
梁建鸿于1983年加入新加坡武装部队，在陆军部队工作，曾担任过的职务包括：第一精卫兵营指挥官、第七步兵旅指挥官、陆军助理参谋长（作战）、第九师师长、陆军训练与条令司令部司令、三军总参谋长和陆军总长。他在1994年上过由印尼陆军部队举办的指挥与参谋课程，并在1999年担任东帝汶国际部队中的新加坡分遣队指挥官。2003年，SARS事件爆发时，他曾协助新加坡政府设立联络与跟踪系统控制和监视非典型肺炎的蔓延。2010年3月26日，梁建鸿退出陆军总长一职，同月31日接替郭木财当三军总长，同年7月1日军衔从少将升至中将。
2013年3月27日，梁建鸿退伍，把三军总长一职交给前空军总长黄志明，随后前往美国哈佛大学商学院上高级管理课程。同年7月1日，他被任命为教育部常任秘书（发展）。此外，他也是新加坡国立大学董事会的成员。
梁建鸿获得的奖勋包括新加坡武装部队海外奖章（2000年）、行政功绩奖章 (银，武装部队)（2003年）、行政功绩奖章 (金，武装部队)（2007年）、长期服务奖章（武装部队）（2008年）、美国功绩勋章（指挥官级）（2008年）、Bintang Kartika Eka Paksi Utama（2009年）、泰国泰皇冠勋章（2010年）、Darjah Panglima Gagah Angkatan Tentera（2011年）和Bintang Yudha Dharma Utama（2012年）。